# Surrain
Surrain település Franciaországban, Calvados megyében. Lakosainak száma 142 fő (2022. január 1.). Surrain Colleville-sur-Mer, Mandeville-en-Bessin, Mosles, Formigny La Bataille és Aure sur Mer községekkel határos.

## Népesség
A település népessége az elmúlt években az alábbi módon változott:
| Lakosok száma | 143  | 108  | 123  | 148  | 165  | 157  | 158  | 151  | 147  | 142  |
|               | 1968 | 1982 | 1990 | 2006 | 2013 | 2015 | 2017 | 2019 | 2020 | 2022 |